# Lisunov Li-2

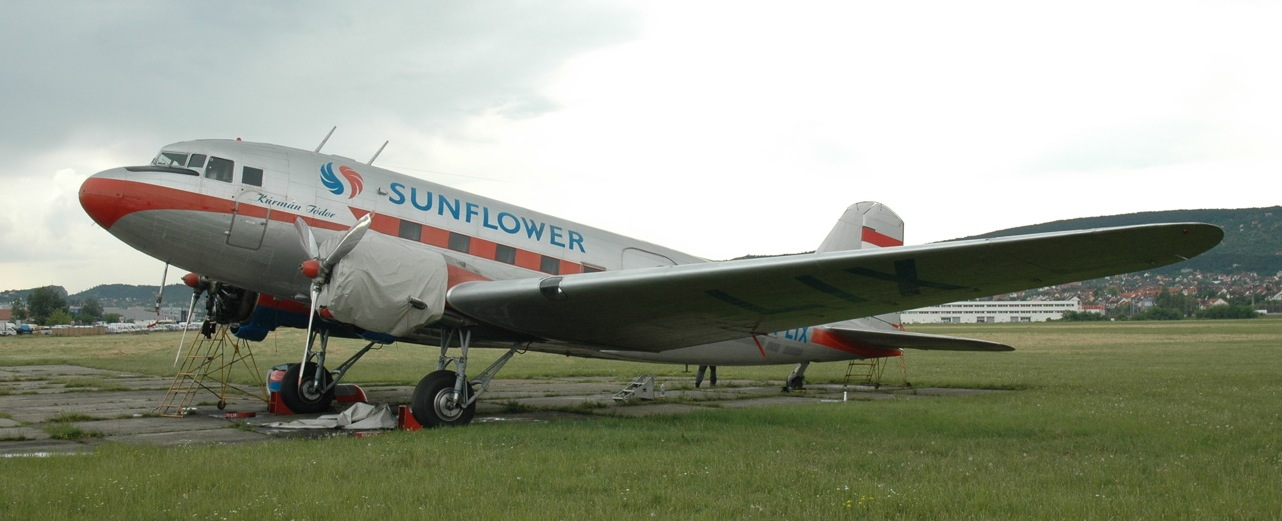
Li-2 HA-LIX em Budaörs, Hungria, 2008. Este é o único Li-2 aeronavegável nos dias de hoje.

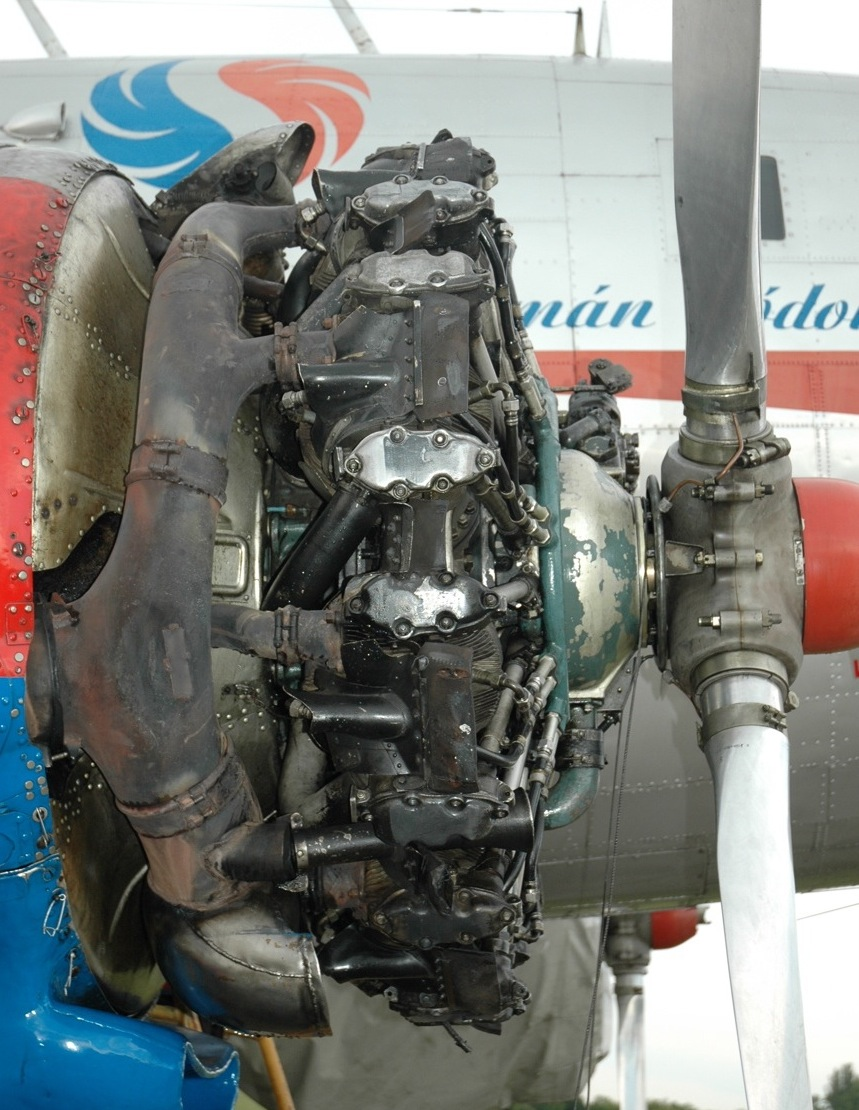
Motor radial a pistão Shvetsov ASh-62, montado no Li-2 HA-LIX, 2008

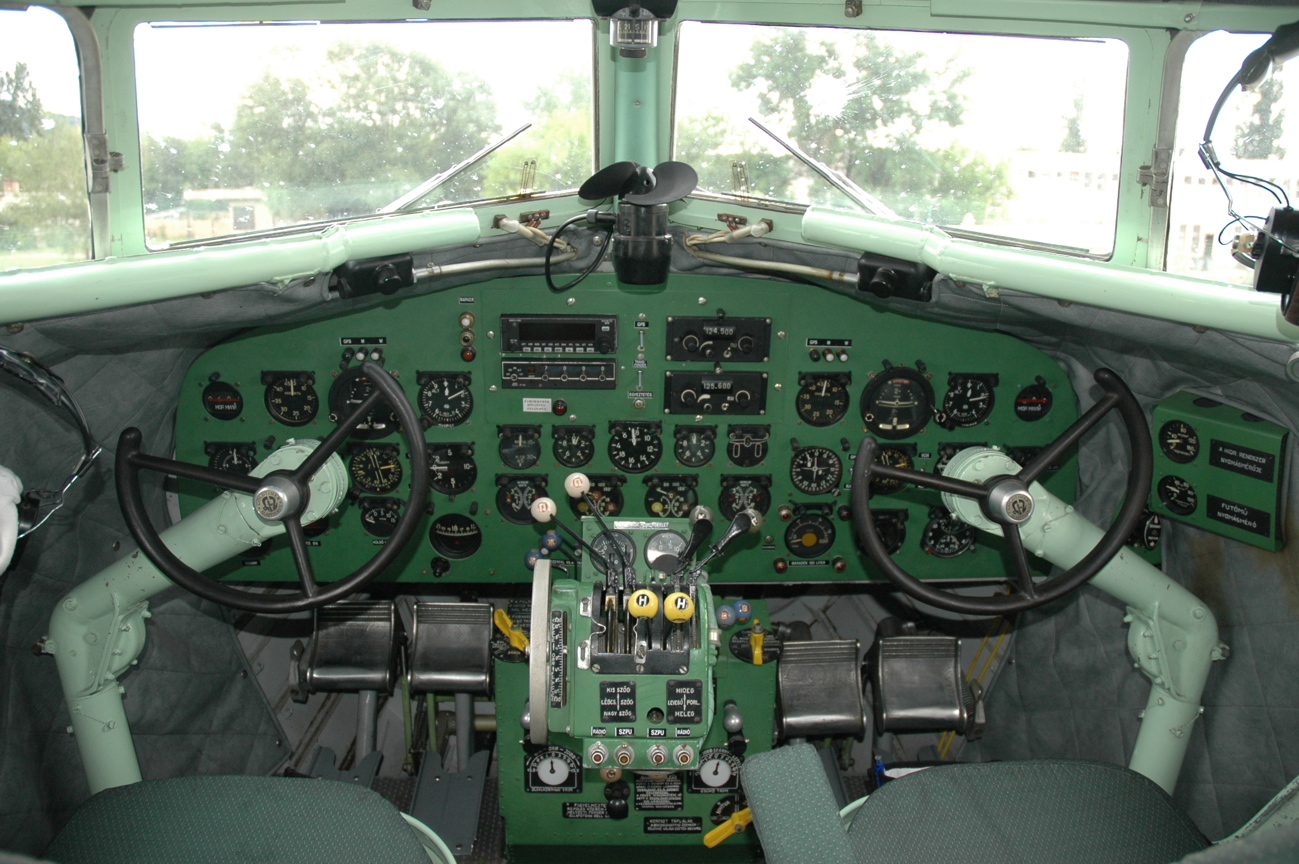
Cabine do Li-2 HA-LIX, 2008

O Lisunov Li-2, designado originalmente como PS-84, foi uma aeronave soviética e uma versão construída sob licença do Douglas DC-3. Foi produzido pela Fábrica #84 em Khimki e, após a evacuação em 1941, fabricado em Tashkent. O projeto foi dirigido pelo engenheiro aeronáutico Boris Pavlovich Lisunov.

## Projeto e Desenvolvimento

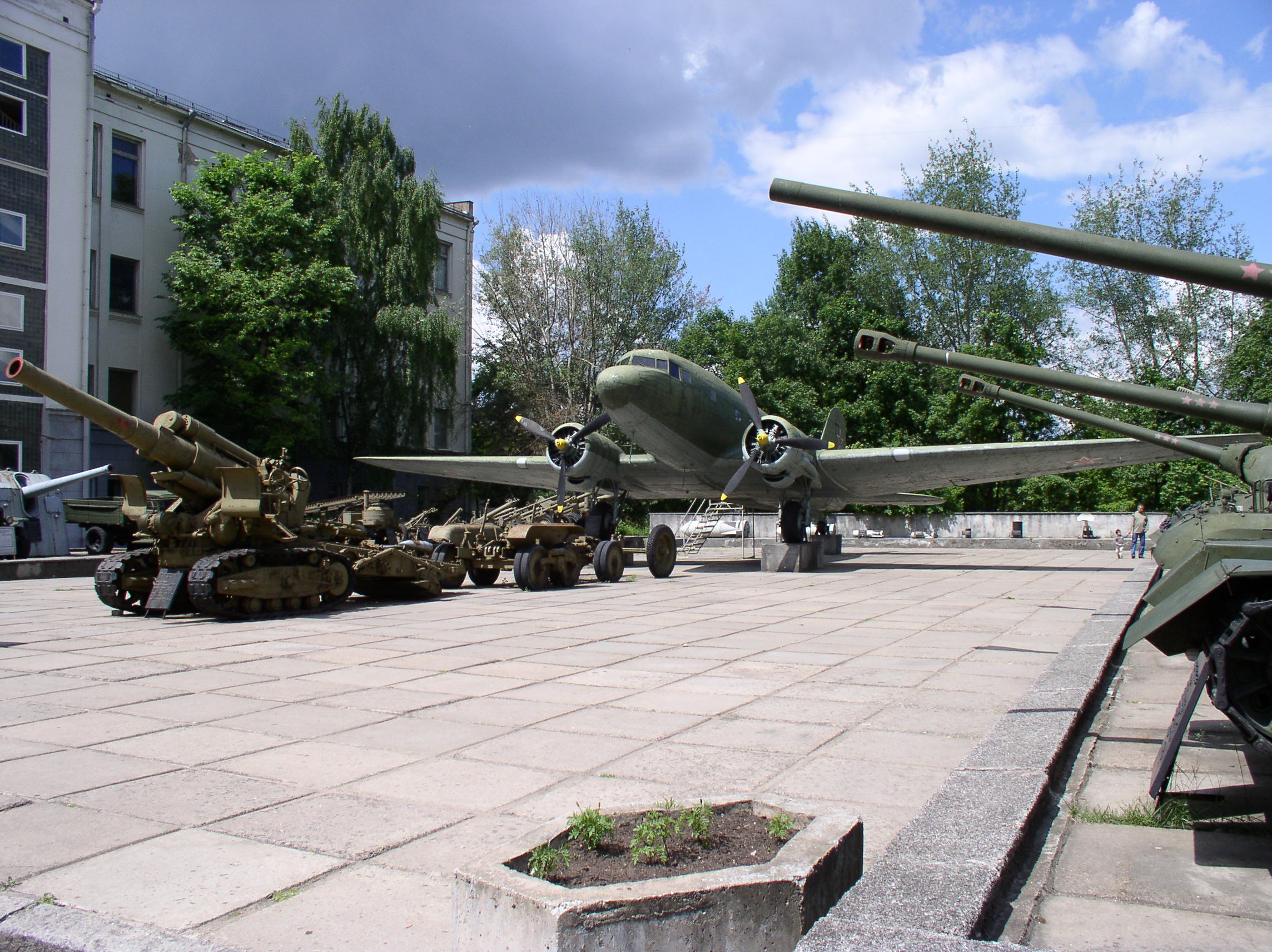
Museu da Exposição da Grande Guerra Patriótica, Minsk, Belarus.

A União Soviética recebeu seu primeiro DC-2 em 1935. Apesar de um total de 18 DC-3 terem sido comprados em 11 de Abril de 1936, o governo da URSS comprou 21 DC-3 para operação pela Aeroflot antes da Segunda Guerra Mundial. Uma licença de produção foi emitida para o governo soviético em 15 de Julho de 1936. Lisunov ficou por dois anos na Douglas Aircraft Company, entre Novembro de 1936 e Abril de 1939 traduzindo o projeto. Um dos engenheiros que o acompanhou na Douglas foi Vladimir Mikhailovich Myasishchev. Os trabalhos de projeto e produção iniciaram na Fábrica Estatal de Aviação #84 em Khimki (agora, um subúrbio de Moscou).  A versão soviética recebeu a designação PS-84  - Passazhirskiy Samolyot 84, "Aeronave de Passageiros 84" (por ter sido fabricado na GAZ/Fábrica nº 84).
Apesar da intenção original de incorporar algumas mudanças necessárias no projeto original, a GAZ-84 teve de fazer cerca de 1.293 alterações de engenharia nos desenhos originais da Douglas, envolvendo projeto de peças, dimensões, materiais e processos, a maior parte devido à conversão ao sistema métrico em relação ao sistema de medidas americanos, uma tarefa grande para Vladimir Myasishchev. A empresa já bem estabelecida, Shvetsov, responsável por grande parte dos projetos de motores radiais refrigerados à ar soviéticos dos anos 1930 e 1940, usaram os motores radiais Shvetsov ASh-62IR, um desenvolvimento do motor de nove cilindros Wright R-1820 Cyclone 9 para motorizar o PS-84 — o mesmo radial Wright Aeronautical Cyclone 9 radial também motorizava as primeiras versões do Douglas DST "Sleeper Transport" e versões iniciais para 21 passageiros do original avião de linha aérea, o DC-3.
O padrão do projeto russo também utilizava motores completamente fechados afim de superar as temperaturas extremas. Uma envergadura pouco menor foi incorporada, mas muitas outras alterações eram menos evidentes. A porta de passageiros foi movida para o lado direito da fuselagem, com uma porta de carga de abertura superior no lugar original da porta de passageiros. Um reforço estrutural incluía camadas um pouco mais pesadas devido aos equipamentos de camadas métricos não serem réplicas exatas dos da liga de metal americana. O maquinário métrico padrão russo era diferente e várias subestruturas de aço tais como os montantes do motor, trem de pouso e rodas eram um pouco diferentes do projeto original. Modificações posteriores permitiram a instalação de trens de pouso com esqui para operação nas regiões do Ártico. Os primeiros PS-84 começaram a sair da linha de produção da GAZ-84 em 1939.
Na época que a Alemanha invadia a URSS em 22 de Junho de 1941, 237 PS-84 haviam sido construídos na GAZ-84, todos na configuração civil para passageiros. Em resposta à invasão, o Kremlin colocou em ação o plano de realocar a maior parte da capacidade industrial soviética para o leste, com a produção dos Li-2 indo para a GAZ-33 em Tashkent, agora capital do Uzbequistão. Após uma grande luta, a fábrica estava produzindo novamente os PS-84 em Janeiro de 1942.
A GAZ-124 em Kazan também produziu dez aeronaves antes do início da Segunda Guerra Mundial, e 353 Li-2T foram construídos pela GAZ-126 em Komsomolsk-na-Amure entre 1946 e 1950, antes desta fábrica iniciar a produção dos MiG-15 em 1950.
Algumas versões militares do Li-2 possuíam racks de bombas e uma torre dorsal com metralhadora, diferente da versão militar C-47 do DC-3.

## Histórico operacional

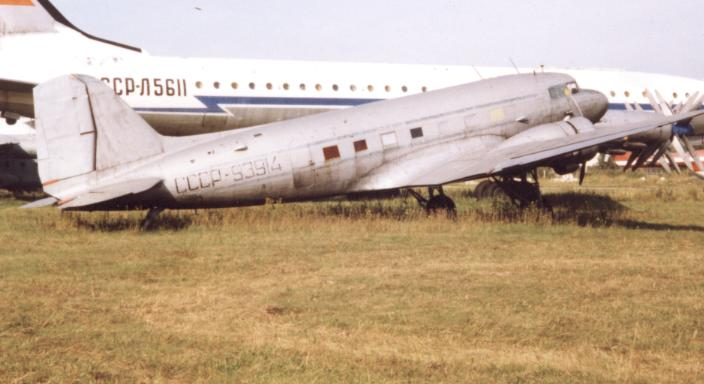
Lisunov Li-2 da Aeroflot em próximo a Moscow em 1994

O PS-84 voou pela Aeroflot primariamente como transporte de passageiros antes da Segunda Guerra Mundial. Quando a Alemanha atacou a União Soviética em 1941, muitos dos PS-84 foram tomados para uso militar e redesignados como Lisunov Li-2 em 1942. Os modelos militares eram equipados com uma metralhadora 7.62 mm (.30 in) ShKAS, e posteriormente com uma metralhadora 12.7 mm (.50 in) UBK. A aeronave era utilizada para transporte, oferta partidária, bombardeios e transporte aeromédico. Uma versão designada Li-2VV (Vojenny Variant = versão militar) possuía um nariz redesenhado para armamentos defensivos extras e podia carregar até quatro bombas de 250 kg (551 lb) sob as asas. Bombas menores podiam ser carregadas na fuselagem e jogadas através da porta de cargas pela tripulação.
Um total de 4.937 aeronaves foram produzidas de todas as versões do Li-2 entre 1940 e 1954, sendo extensivamente utilizadas na Europa Oriental até os anos 1960. As últimas aeronaves sobreviventes foram utilizadas na China e no Vietnã durante os anos de 1980. Havia muitas versões da aeronave, incluindo linha aérea, cargueira, transporte militar, reconhecimento, fotografia aérea, transporte de paraquedistas, bombardeiro e versões para alta altitude. Na Polônia, foram equipados para serviços agrícolas, contra pestes de florestas. O Li-2 também foi extensivamente utilizada pela Força Aérea Chinesa nos anos de 1940 e 1950.

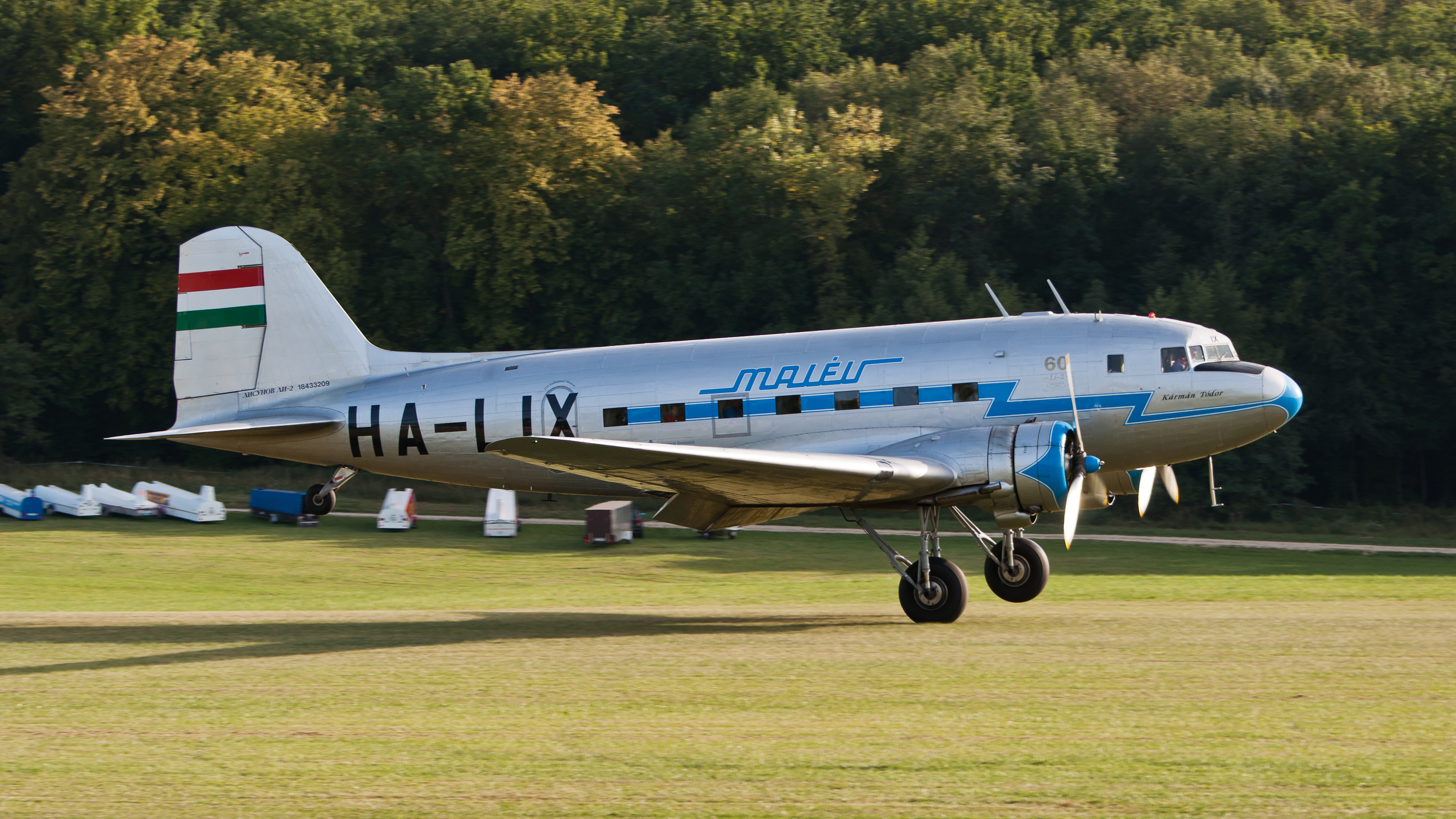
Li-2 HA-LIX pousando em Hahnweide, Alemanha em 2011

Várias empresas aéreas operaram o Li-2, dentre outras: Aeroflot, CAAK, CSA, LOT, MALÉV, Polar Aviation, TABSO e Tarom.
Apenas um Li-2 foi restaurado e está em condição de voo na europa. O matriculado HA-LIX (Hungria) foi construído em 1949 na Fábrica Nº 84 (GAZ-84) de Tashkent, com número de série 18433209 e ainda é utilizada para voos panorâmicos e participa regularmente de shows aéreos. É sabido que Força Aérea da Coréia do Norte utiliza alguns Li-2 para transporte, entretanto estes podem ter sido removidos de serviço apesar de sua presença constante em algumas bases aéreas.

## Versões

Lisunov Li–2

PS-84Aeronave de linha aérea original, equipado com 14-28 assentos. Com envergadura um pouco menor e peso vazio maior, era equipado com motores mais fracos se comparado ao DC-3. A porta de carga era no lado direito da fuselagem.
PS-84IVersão para transporte aeromédico.
Li-2Redesignação dos PS-84 para uso militar.
Li-2DVersão de transporte de paraquedistas (1942), com piso reforçado e amarras, além de portas de carga (pouco menores que as portas do C-47) no lado esquerdo.
Li-2FVersão para fotos aéreas.
Li-2KAeronave para transporte militar com armamento defensivo (designação utilizada a partir de 17 de Setembro de 1942).
Li-2PModelo básico civil para transporte de passageiros (1945).
Li-2PGVersão civil "combi", para transporte de passageiros e carga.
Li-2PRVersão com nariz de vidro.
Li-2RVersão de "Reconhecimento", com janelas "bojudas" atrás da cabine.
Li-2TVersão de transporte (1945).
LI-2TVersão Polonesa de treinamento para bombardeiro.
Li-2VVersão para operação em alta altitude e vigilância meteorológica, equipado com motores turboalimentados.
Li-2VVVersão de transporte/bombardeiro (1942)
Li-3Versão Iugoslava equipada com motores Pratt & Whitney R-1830 (similar ao DC-3)

## Operadores

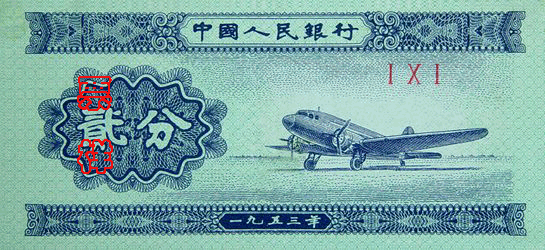
Li-2 no Yuan chinês

### Militares
BulgáriaForça Aérea da Bulgária
 CzechoslovakiaForça Aérea da Tchecoslováquia
 ChinaForça Aérea do Exército de Libertação Popular
Um total de 41 aeronaves Li-2 foram importadas para uso militar e civil; o último Li-2 se aposentou em 1986.
 HungriaForça Aérea da Hungria
 Laos
- Força Aérea Real de Lao
- Forças Guerrilheiras Pathet Lao (1962-1975)

 Madagáscar
 MongóliaExército Mongol
 Coreia do NorteForça Aérea da Coreia do Norte
Vietname do NorteForça Aérea do Vietnã
 PolóniaForça Aérea do Exército Polonês (após 1947 Força Aérea Polonesa)
 RoméniaForça Aérea da Romênia
 União SoviéticaForça Aérea Soviética
- 12ª Divisão de transporte militar aeronáutico, a partir de 1943
- outras unidades

 SíriaForça Aérea da Síria
 IugosláviaForça Aérea da Iugoslávia
- 1º Regimento de Transporte Aeronáutico (1945–1948)
- 119º Regimento de Transporte Aeronáutico (1948–1959, Li-3 1970)

### Civil
ChinaAdministração da Aviação Civil da China
 Czechoslovakia
- CSA
- Governo da Tchecoslováquia

 HungriaMalév Hungarian Airlines
 Coreia do NorteCAAK
 PolóniaLOT Polish Airlines operou cerca de 40 Li-2s como aeronaves de linha aérea até os anos de 1960.
 RoméniaTAROM
 União SoviéticaAeroflot